# Estació de Vigo-Guixar
L'Estació de Vigo-Guixar és una estació d'Adif situada a la ciutat de Vigo, a la província de Pontevedra. Va ser inaugurada el 28 d'agost de 2011 pel tancament de l'antiga estació de Vigo, que es va enderrocar per construir la nova estació de Vigo-Urzáiz, on arribaran els trens d'alta velocitat.

## Història i descripció
Està situada al carrer Areal del barri de Teis i tradicionalment es va destinar al trànsit de mercaderies de la zona portuària de la ciutat. Va ser reconstruïda el 2011 per substituir l'antiga estació de Vigo, ja desapareguda. En els terrenys d'aquesta última s'ha construït la nova estació d'alta velocitat de la ciutat, Vigo-Urzáiz.
Té serveis tant de Llarga Distància com de Mitjana Distància, existint a més una major freqüència de trens regionals amb Pontevedra. Els serveis de Llarga Distància s'han vist millorats al llarg de l'any 2008 a causa de l'obertura de les noves línies d'alta velocitat, passant el Talgo amb destinació Madrid-Chamartín a circular per la LAV Madrid-Valladolid des de Medina del Campo i creant-se un Alvia en substitució de l'antic Talgo Finisterre i un Trenhotel d'última generació que substitueix l'antic Estrella Galicia en la relació que uneix Vigo amb Barcelona-Sants, passant ambdós a circular per la LAV Madrid-Barcelona des de Saragossa-Delicias. A més, l'antic Diürn que la unia amb el País Basc i França ha estat substituït per un tren Arco també al llarg de l'any 2008.
Les principals destinacions servits des d'aquesta estació són:
- Mitjana Distància: A Coruña, Santiago de Compostela, Pontevedra, Ourense-Empalme, Lleó, i Porto.
- Llarga Distància: Alacant Terminal, Albacete, Àvila, Barcelona-Sants, Bilbao-Abando, Burgos Rosa de Lima, Hendaia, Irun, Lleida-Pirineus, Lleó, Madrid-Chamartín, Ourense-Empalme, Palència, Pamplona, Pontevedra, Sant Sebastià, Saragossa-Delicias, Segòvia-Guiomar, Camp de Tarragona i Zamora.

## Trens

### Mitjana Distància
| Línia | Destinació                                              | Parades Intermèdies | Trens                                                            |
| ----- | ------------------------------------------------------- | --- | ---------------------------------------------------------------- |
| G-1   | A Coruña                                                | Chapela · Redondela de Galicia · Redondela-Picota · Cesantes · Arcade · Pontevedra · Pontevedra-Universidade · Portela · Vilagarcía de Arousa · Catoira · Pontecesures · Padrón · A Escravitude · Osebe · Santiago de Compostela · Ordes · Cerceda-Meirama · Uxes | Mitjana Distància (Serie 599 de Renfe)                           |
| G-3   | Ourense-Empalme - Monforte de Lemos - Ponferrada - Lleó | Chapela · Redondela de Galicia · Louredo-Valos · O Porriño · Guillarei · Caldelas · Salvaterra · As Neves · Sela · Arbo · Pousa Crecente · Frieira · Filgueira · Ribadavia · Barbantes · Ourense-Empalme · Barra de Miño · Os Peares · San Pedro do Sil · San Estevo do Sil · Áreas · Canabal · Monforte de Lemos · A Pobra do Brollón · San Clodio-Quiroga · Montefurado · A Rúa-Petín · Vilamartín de Valdeorras · O Barco de Valdeorras · Sobradelo · Pumares · Quereño · Covas · La Barosa · Toral de Los Vados · Villadepalos · Posada del Bierzo · Ponferrada · San Miguel de Dueñas · Villaverde de Los Cestos · Bembibre · Torre del Bierzo · La Granja · Brañuelas · Porqueros · Vega-Magaz · Otero de Escarpizo · Astorga · Nistal · Barrientos · Veguellina · Villabante · Villadangos · Quintana-Raneros | Mitjana Distància (Serie 440R/470 de Renfe y Serie 449 de Renfe) |
| G-5   | Vigo - Valença do Minho - Viana do Castelo - Porto      | Vigo · Chapela · Redondela de Galicia · Louredo-Valos · O Porriño · Guillarei · Tui · Valença do Minho · Vila Nova de Cerveira · Caminha · Âncora-Praia · Viana do Castelo · Barroselas · Barcelos · Nine · Famalicão · Trofa · Ermisende · Porto-Campanhã · Porto-São Bento | Regional de CP (UT 450 de CP)                                    |

### Llarga Distància
| Tren                    | Destinació                     | Parades Intermèdies | Observaciones                                                          |
| ----------------------- | ------------------------------ | --- | ---------------------------------------------------------------------- |
| Arco Camino de Santiago | Bilbao-Abando                  | Redondela de Galicia · Guillarei · Ourense-Empalme · Monforte de Lemos · A Rúa-Petín · O Barco de Valdeorras · Ponferrada · Bembibre · Astorga · Lleó · Sahagún · Palència · Burgos-Rosa de Lima · Miranda de Ebro · Laudio | -                                                                      |
| Arco Camino de Santiago | Irun/Hendaia                   | Redondela de Galicia · Guillarei · Ourense-Empalme · Monforte de Lemos · A Rúa-Petín · O Barco de Valdeorras · Ponferrada · Bembibre · Astorga · Lleó · Sahagún · Palència · Burgos-Rosa de Lima · Miranda de Ebro · Vitòria · Altsasu · Zumarraga · Sant Sebastià                                                                                           | Transbord a Ourense                                                    |
| Alvia                   | Barcelona-Sants                | Redondela de Galicia · Ourense-Empalme · Monforte de Lemos · San Clodio-Quiroga · A Rúa-Petín · O Barco de Valdeorras · Ponferrada · Bembibre · Astorga · Lleó · Sahagún · Palència · Burgos-Rosa de Lima · Miranda de Ebro · Vitòria · Pamplona · Tafalla · Castejón de Ebro · Tudela de Navarra · Saragossa-Delicias · Lleida-Pirineus · Camp de Tarragona | Vía LAV Madrid-Barcelona des de Saragossa-Delicias                     |
| Talgo                   | Madrid-Chamartín               | Redondela de Galicia · Guillarei · Ourense-Empalme · A Gudiña · Puebla de Sanabria · Zamora · Medina del Campo · Segòvia-Guiomar | Vía LAV Madrid-Valladolid des de Medina del Campo                      |
| Talgo                   | Pontevedra                     | - | -                                                                      |
| Talgo/Altaria           | Alacant Terminal               | Redondela de Galicia · Guillarei · Ourense-Empalme · A Gudiña · Puebla de Sanabria · Zamora · Medina del Campo · Àvila · Villalba de Guadarrama · Madrid-Chamartín · Madrid-Puerta de Atocha · Alcázar de San Juan · Albacete · Almansa · Villena · Elda-Petrer                                                                                              | Vigo-Alicante circula els dissabtes Alacant-Vigo circula els diumenges |
| Trenhotel               | Pontevedra Rías Gallegas       | - | -                                                                      |
| Trenhotel               | Madrid-Chamartín Rías Gallegas | Redondela de Galicia · O Porriño · Guillarei · Ribadavia · Ourense-Empalme · A Gudiña · Puebla de Sanabria · Zamora · Medina del Campo · Àvila | -                                                                      |
| Trenhotel               | Barcelona-Sants Galicia        | Redondela de Galicia · O Porriño · Guillarei · Ourense-Empalme · Monforte de Lemos · San Clodio-Quiroga · A Rúa-Petín · O Barco de Valdeorras · Ponferrada · Astorga · Lleó · Palència · Burgos-Rosa de Lima · Logronyo · Castejón de Ebro · Tudela de Navarra · Saragossa-Delicias · Lleida-Pirineus · Camp de Tarragona                                    | Vía LAV Madrid-Barcelona des de Saragossa-Delicias                     |